# 보르트

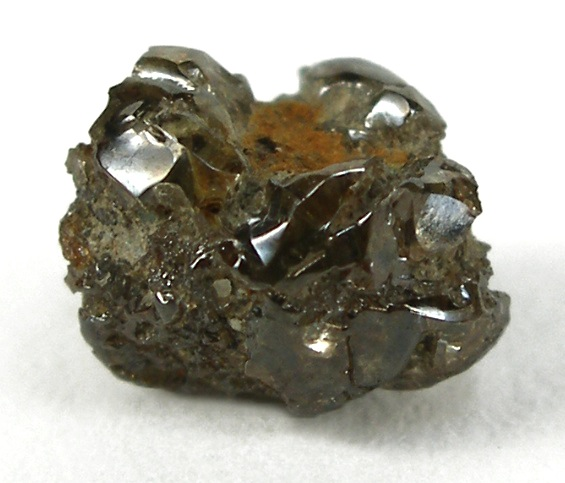
보르트와 보석 다이아몬드 (더 큰 알갱이) 의 혼합물. 크레이터 오브 다이아몬드 주립공원에 보관돼 있다.

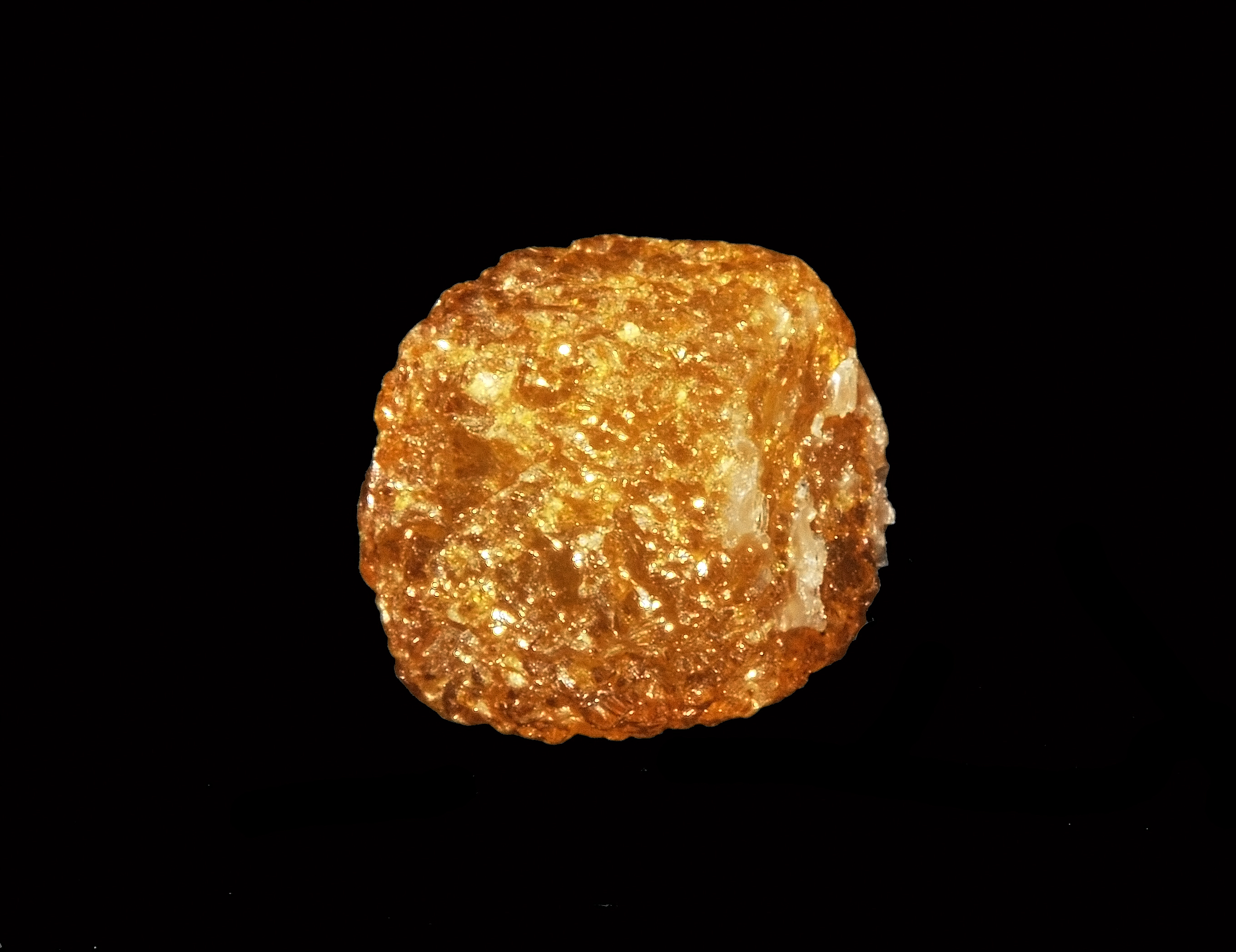
보르트같이 쌍정이 많이 발생한 다이아몬드. 콩고 소재.

보르트(영어: bort)는 보석급/품질이 되지 못한 다이아몬드를 가리키는 다이아몬드 업계 용어이다. 제조업 및 중공업계에서 보르트란 색이 어둡고 결정이 불완전하며 투명도가 제각각인 다이아몬드를 말한다.  그 중 최하등급인 "분쇄 보르트 (crushing bort)"는 강철 막자로 분쇄하여 산업용 연마 그릿으로 만든다. 작은 보르트 결정으로는 드릴용 날을 만든다. 콩고 민주 공화국에서 전세계 분쇄 보르트 공급량의 75%를 제공한다.

## 같이 보기
- 합성 다이아몬드